# Acacia nilotica
Акація нільська або акація аравійська або акація арабська (Acacia nilotica) — вид дерев з роду акація (Acacia) родини бобові (Fabaceae).

## Ботанічний опис
Невисоке дерево висотою до 5 — 6 м або великий чагарник. Молоді гілки мають потрійні, загнуті вниз гачком шипи. У корі поблизу камбію утворюється камедь.
Листя — двічіперистоскладні, розміщення листків чергове.
Квітки білі або слабо-жовтуваті в колосоподібних суцвіттях.

## Поширення
Acacia nilotica можна зустріти в тропічній та субтропічній Африці від Єгипту до ПАР, Афганістані, Лівії, Малій Азії, на Індостані, в Шрі-Ланці. Вирощують в Ірані, В'єтнамі, Австралії і на Карибських островах. Була завезена до Австралії наприкінці 90-х років XIX століття — на початку XX століття.
Росте переважно на ґрунтах з високим вмістом глини, але може рости і на піщаному суглинку великої глибини в більш вологих районах. Зазвичай росте поблизу водойм, у місцях, які затоплює вода в сезон дощів, добре витримує засоленість ґрунту. Річна кількість опадів в місцях зростання дерев — від 350 до 1500 мм. Дуже чутлива до заморозків, але витримує середню температуру найхолоднішого місяця 16 °C.

## Значення та застосування
В Індії та Африці Acacia nilotica широко використовують в міських посадках, для отримання деревини та дров. Кора і насіння є джерелом танінів. Підходить для отримання паперу.

### Використання в медицині
В Індії та Африці цей вид акації використовують в медичною метою. Кору застосовують для попередження крововиливів, при лікуванні дизентерійної діареї та прокази; коріння — як збудливий засіб, квітки — при лікуванні сифілісу.
Acacia nilotica культивують з метою отримання камеді, збираючи її з тріщин, що утворюються на стовбурах природним шляхом, або з штучних надрізів, і використовують її в лікувальних цілях. В Африці камедь Acacia nilotica використовується здавна. Найкращі сорти камеді виходять шляхом надрізів шестирічних культивованих дерев. Популярністю користуються сорти «Гуміарабіка» з Сенегалу та «кардована» з Судану. Зібрану камедь висушують на сонці та сортують за забарвленням та величиною шматків. Найкращі сорти Гуміарабіки являють собою злегка жовтуваті, великі, майже кулясті шматки.
Порошок аравійської камеді слугує емульгатором при приготуванні масляних емульсій, водний розчин застосовується всередину як обволікаючий засію і в клізмах.

## Екологія
Відомі випадки, коли Acacia nilotica розглядалася, як бур'ян, наприклад в Південній Африці, але в інших місцях її використовують в лісовомугосподарстві та для поліпшення якості земель.
В Азії, Африці рослини та стручки з насінням поїдають тварини: вівці, велика рогата худоба, кози та верблюди. До диких тварин, що поїдають це рослина, належать: імпала, газель Томпсона, слон, жираф, куду та гірська коза. Тварини сприяють поширенню насіння. В Африці та Індії існує кілька видів комах, що поїдають зріле насіння.

### Таксономія
У рамках виду виділяють ряд 8 різновидів:
- Acacia nilotica subsp. adstringens (Schumach.) Roberty — Алжир, південь Єгипту, Лівія, Чад, Судан, Гамбія, Гана, Гвінея-Бісау, Малі, Нігерія, Сенегал, Того, Аравія, південь Ірану, Індія, Пакистан
- Acacia nilotica subsp. cupressiformis (J.Stewart) Ali & Faruqi — Індія, Пакистан
- Acacia nilotica subsp. hemispherica Ali & Faruqi — Пакистан
- Acacia nilotica subsp. indica (Benth.) Brenan — Оман, Ємен, Бангладеш, Індія, Непал, Пакистан, Шрі-Ланка
- Acacia nilotica subsp. kraussiana (Benth.) Brenan — Ефіопія, Танзанія, Ангола, Малаві, Мозамбік, Замбія, Зімбабве, Ботсвана, Намібія, ПАР (Гаутенг, Квазулу-Натал, Лімпопо, Мпумаланга, Північно-західні території, Свазіленд), Оман, Ємен
- Acacia nilotica subsp. nilotica — Єгипет, Чад, Ефіопія, Судан, Малі, Нігер, північ Нігерії, Сенегал, Оман, Саудівська Аравія, Іран, Ірак
- Acacia nilotica subsp. subalata (Vatke) Brenan — Ефіопія, Судан, Кенія, Танзанія, Уганда, Індія, Пакистан
- Acacia nilotica subsp. tomentosa (Benth.) Brenan — Чад, Джибуті, Ефіопія, Судан, Гана, Малі, Нігерія, Сенегал, Індія